# Hernyák György
Hernyák György (Csantavér, 1952. április 7. –) Jászai Mari-díjas vajdasági magyar rendező, tanár.

## Életpályája
1952-ben született a vajdasági Csantavéren. Előbb zenepedagógiai főiskolát végzett, majd az Újvidéki Művészeti Akadémián szerzett rendezői diplomát Boro Draskovic osztályában (1976-1980). Kezdetben az Újvidéki Rádió munkatársa volt. 1978-ban a Tanyaszínház, 1988-ban a H-Group egyik alapítója. Később az Újvidéki Művészeti Akadémia tanáraként dolgozott, majd a Szabadkai Népszínház főrendezője lett.

### Magánélete
Felesége Vicei Natália színésznő.

## Főbb rendezései
- Vlaho Stuli: Nagyszájú Kata (Tanyaszínház) 1980
- Shakespeare: Falstaff (Tanyaszínház) 1982
- Majtényi M.: Harmadik ablak (Újvidéki Színház) 1985
- Witkijevitz.: Egy kis Udvarházban (Újvidéki Színház) 1986
- Schwarz: A sárkány (Újvidéki Színház) 1988
- Mrozek: Károly (Újvidéki Színház) 1992
- Verebes Ernő: Skizofónia (Zentai Színház) 1994
- Zalán Tibor: Azután megdöglünk (H-Group) 1989
- Dürrenmatt: Fizikusok (Újvidéki Színház) 1995
- G. Hauptmann: A bunda (Nyíregyházi szín.) 1994
- Mrozek: Rendőrség (Újvidéki Színház) 1997
- Grimm testvérek: Erdei házikó (Gyermegszínház, Szab.) 1999
- Csáth-Fodor-Hernyák: Zách Klára (Népszínház, Szabadka) 1999
- Weöres – Verebes Holdbeli: csónakos (Népszínház, Szabadka) 2000
- Tasnádi István: Titanic vízirevü (Népszínház, Szabadka) 2001
- Rideg – Tímár: Indul a bakterház (Népszínház, Szabadka) 2002
- Dough Wright: Toll (Népszínház, Szabadka) 2002
- Görgey Gábor: Komámasszony, hol a stukker? (Népszínház, Szabadka) 2004
- Nyikolaj Koljada: Murlin Murlo (Népszínház, Szabadka) 2005
- A szegény csizmadia és a Szélkirály (Gyermekszínház, Szabadka) 2005
- Zalán – Bakos: Szulamit (Népszínház, Szabadka) 2005
- Brestyánszki & Co.: Érintetlen (Népszínház, Szabadka) 2006
- Árgyélus királyfi és Tündér Ilona (Gyermekszínház, Szabadka) 2007
- Peter Shaffer: Equus (Népszínház, Szabadka) 2008
- Shakespeare: Macbeth (Pozorište mladih, Újvidék) 2009
- Ivo Andrić - Zalán Tibor: Aska és a farkas (Békés Megyei Jókai Színház), 2010
- Zalán Tibor: Rettentő görög vitéz, (szabadkai Gyermekszínház) 2010

## Zeneszerzői munkássága
- Kopeczky: Lúdas Matyi, Szabadkai Népszínház, 1990-ben
- Kopeczky: Kádár Kata, Újvidéki Színház, 1986-ban
- Schwajda: Himnusz, Tájszínház, 1986-ban
- Grimm testvérek: Erdei Házikó, Szabadkai Gyermekszínház, 1999-ben

## Díjai és kitüntetései
- Aracs-érem (2002)
- Jászai Mari-díj (2006)